# Championnat de France de hockey sur glace 1998-1999
Saison précédente Saison suivante
La saison 1998-1999 est la 78e saison du championnat de France de hockey sur glace. Cette saison, le championnat porte le nom d'Élite.

## Équipes engagées
Elles sont au nombre de 11 puis 10 : 
- Gothiques d'Amiens
- Ducs d'Angers
- Orques d'Anglet
- Dogues de Bordeaux
- Léopards de Caen
- Huskies de Chamonix
- Brûleurs de loups de Grenoble
- Lions de Lyon
- Flammes Bleues de Reims
- Dragons de Rouen
- Jets de Viry-Essonne

Grenoble est le champion en titre, Caen le promu. Bordeaux se retire de la compétition après huit matchs à la suite d'un dépôt de bilan.

## Formule de la saison
| Amiens Angers Anglet Bordeaux Caen Chamonix Grenoble Lyon Reims Rouen Viry |

La saison s'articule en trois parties : 1re phase, 2e phase et phases finales.
- 1re phase :

Une seule et unique poule où toutes les équipes se rencontrent sur un aller-retour.
- 2e phase :

Une seule et unique poule où toutes les équipes se rencontrent sur un aller-retour.
Le premier de la 1re phase commence la 2e phase avec 10 points, le second avec 9, le troisième avec 8, le quatrième avec 7, le cinquième avec 6, le sixième avec 5, le septième avec 4, le huitième avec 3, le neuvième avec 2 et le dixième avec 1.
- Les phases finales :

La 2e phase désigne 8 clubs qui s'affrontent lors des quarts de finale. 
Le 1er du classement rencontre le 8e, le 2e rencontre le 7e, le 3e rencontre le 6e et le 4e rencontre le 5e lors des quarts de finale.
Ces rencontres sont appelées "séries". 
En quart de finale, la série se joue au meilleur des 7 matchs, le club le mieux classé joue 4 matchs à domicile et par conséquent son adversaire n'en joue que 3 à domicile.
Le premier club rendu à 4 victoires gagne la série.
En demi-finale et finale, la série se joue au meilleur des 5 matchs, le club le mieux classé joue 3 matchs à domicile et par conséquent son adversaire n'en joue que 2 à domicile.
Le premier club rendu à 3 victoires gagne la série.

## Résultats
Classement final : 
| Classement | Équipe   |
| ---------- | -------- |
| 1          | Amiens   |
| 2          | Reims    |
| 3          | Lyon     |
| 4          | Grenoble |
| 5          | Angers   |
| 6          | Caen     |
| 7          | Anglet   |
| 8          | Rouen    |
| 9          | Chamonix |
| 10         | Viry     |

Bordeaux non classé.

## Bilan de la saison
Podium :
1er : Amiens -  2e : Reims  -  3e : Lyon
Amiens gagne la première coupe Magnus de son histoire.
- Trophée Charles-Ramsay décerné à Joseph Podlaha (Grenoble).
- Trophée Albert-Hassler décerné à Maurice Rozenthal (Amiens).
- Trophée Marcel-Claret non décerné.
- Trophée Raymond-Dewas décerné à Ari Salo (Grenoble).
- Trophée Jean-Pierre-Graff décerné à Yven Sadoun (Viry).
- Trophée Jean-Ferrand décerné à Mika Pietila (Reims).